# Richard Offenberg
Richard Offenberg (* 10. Mai 1854 in Münster; † 23. April 1910 in Leipzig) war ein deutscher Reichsgerichtsrat.

## Leben
Der Preuße wurde 1875 vereidigt. 1884 wurde er Amtsrichter und 1894 Landrichter. Im selben Jahr wurde er zum Rat befördert. 1889 wurde er zum Landgerichtsdirektor ernannt. 1907 kam er in den I. Strafsenat des Reichsgerichts. 1910 starb er.
Er war seit dem Sommersemester 1872 Mitglied der Studentenverbindung Akademischer Juristenverein Bonn (heute: AV Rheno-Colonia Köln).